# Liste der Einträge im National Register of Historic Places im Perry County (Alabama)
Die Liste der Registered Historic Places im Perry County führt alle Bauwerke und historischen Stätten im Perry County in Alabama auf, die in das National Register of Historic Places aufgenommen wurden.

## Aktuelle Einträge
| Lfd. Nr. | Name                                                | Bild | Datum der Eintragung | Adresse/Lage                                                                                        | Ort       | ID-Nr.   | Beschreibung                                              |
| -------- | --------------------------------------------------- | ---- | -------------------- | --------------------------------------------------------------------------------------------------- | --------- | -------- | --------------------------------------------------------- |
| 1        | Bryand Brand House                                  |      | 6. Aug. 2010         | Route 1, Box 260                                                                                    | Marion    | 10000523 |                                                           |
| 2        | Chapel and Lovelace Hall, Marion Military Institute |      | 13. Sep. 1978        | AL 14                                                                                               | Marion    | 78000508 |                                                           |
| 3        | Fairhope Plantation                                 |      | 29. Mai 1992         | US 80 1 mi. E of Uniontown city limits                                                              | Uniontown | 92000630 |                                                           |
| 4        | First Congregational Church of Marion               |      | 17. Dez. 1982        | 601 Clay St.                                                                                        | Marion    | 82001614 |                                                           |
| 5        | Green Street Historic District                      |      | 30. Mai 1979         | 203-751 W. Green St.                                                                                | Marion    | 79000400 |                                                           |
| 6        | Henry House                                         |      | 25. Sep. 1986        | S. Washington St.                                                                                   | Marion    | 86002744 |                                                           |
| 7        | Judson College Historic District                    |      | 3. Feb. 1993         | grob begrenzt durch E. Lafayette, Curb, Mason und Washington Sts.                                   | Marion    | 92001825 |                                                           |
| 8        | Kenworthy Hall                                      |      | 23. Aug. 1990        | AL 14, W of Marion                                                                                  | Marion    | 90001318 | Hat außerdem den Status eines National Historic Landmarks |
| 9        | Marion Courthouse Square Historic District          |      | 16. Feb. 1996        | grob entlang Green, Washington, Jefferson, Jackson, Franklin, Clements, Centreville und Monroe Sts. | Marion    | 96000111 |                                                           |
| 10       | Marion Female Seminary                              |      | 4. Okt. 1973         | 202 Monroe St.                                                                                      | Marion    | 73000372 |                                                           |
| 11       | Moore-Webb-Holmes Plantation                        |      | 24. Aug. 2011        | Jct. of AL 14 & Webb Rd.                                                                            | Marion    | 11000566 |                                                           |
| 12       | Phillips Memorial Auditorium                        |      | 13. Feb. 1990        | Lincoln Ave. and Lee St.                                                                            | Marion    | 88003243 |                                                           |
| 13       | Pitts’ Folly                                        |      | 9. Aug. 1984         | Old Cahaba Rd.                                                                                      | Uniontown | 84000717 |                                                           |
| 14       | President’s House, Marion Institute                 |      | 14. Mai 1979         | 110 Brown St.                                                                                       | Marion    | 79000401 |                                                           |
| 15       | Siloam Baptist Church                               |      | 27. Dez. 1982        | 503 Washington St.                                                                                  | Marion    | 82001615 |                                                           |
| 16       | Uniontown Historic District                         |      | 24. Feb. 2000        | grob begrenzt von Tomasene St., Taylor St., East Ave. und Green St.                                 | Uniontown | 00000137 |                                                           |
| 17       | West Marion Historic District                       |      | 22. Apr. 1993        | grob begrenzt von W. Lafayette St., Washington St., Murfree Ave., College St. und Margin St.        | Marion    | 92001844 |                                                           |
| 18       | Westwood Plantation                                 |      | 10. Dez. 1984        | grob begrenzt von Hwy. 80, Hwy. 61, Rabbit Yard Rd. und Old Uniontown RR Spur                       | Uniontown | 84000488 |                                                           |